# Russellville (Illinois)
Russellville é uma vila localizada no estado americano de Illinois, no Condado de Lawrence.

## Demografia
Segundo o censo americano de 2000, a sua população era de 119 habitantes.
Em 2006, foi estimada uma população de 118, um decréscimo de 1 (-0.8%).

## Geografia
De acordo com o United States Census Bureau tem uma área de
1,2 km², dos quais 1,2 km² cobertos por terra e 0,0 km² cobertos por água. Russellville localiza-se a aproximadamente 130 m acima do nível do mar.

## Localidades na vizinhança
O diagrama seguinte representa as localidades num raio de 16 km ao redor de Russellville.